# Marina Comas
Marina Comas Oller (Santa Maria de Besora, 1º settembre 1996) è un'attrice spagnola.

## Filmografia parziale

### Cinema
- Pa negre, regia di Agustí Villaronga (2010)
- Els nens salvatges, regia di Patricia Ferreira (2012)

### Televisione
- Terra baixa - film TV (2011)
- Braccialetti rossi (Polseres vermelles) - serie TV, 3 episodi (2013)
- El cafè de la Marina - film TV (2014)
- La Riera - serie TV, 7 episodi (2014-2017)

## Premi
- Premio Goya
  - 2011: "Mejor Actriz Revelación" (Pa negre)
- Premio Gaudí
  - 2011: "Millor interpretació femenina secundària" (Pa negre)
- Premio Turia 
  - 2013: "Best New Actress" (Els nens salvatges)